# Andhra Prabha
Andhra Prabha is een Telugu-dagblad in India.
De krant, een broadsheet-dagblad, werd in 1938 in Chennai opgericht door Ramnath Goenka om de strijd aan te gaan met de toen toonaangevende Telugu-krant Andhra Patrika. Een belangrijke hoofdredacteur was Narla Venkateswara Rao, onder wiens leiding de krant een paar maanden niet verscheen om te protesteren tegen pogingen van de Britse regering Indiase kranten te censureren.
Tot 1959 werd het blad alleen uitgegeven vanuit Chennai. In 1960 volgde een editie in Vijayawada, kort daarop gevolgd door een editie in Chittoor (vanaf 1966 Bangalore). In 1977 volgde Haiderabad en in 1985 Visakhapatnam.